# Liang-Dynastie
Die Liang-Dynastie (chinesisch 梁朝, Pinyin Liang Chao; 502–557), die auch unter dem Namen Südliche Liang-Dynastie (Nan Liang 南梁) bekannt ist, war die dritte der Südlichen Dynastien in China, gefolgt von der Chen-Dynastie. Die Westliche Liang-Dynastie (Xi Liang 西梁), die ihre Hauptstadt im Jahr 555 in Jiangling errichtete, beanspruchte für sich, der legitime Nachfolger der Liang-Dynastie zu sein. Sie wurde von Kaiser Sui Wendi im Jahr 587 beseitigt. Einige Gelehrte sind der Auffassung, dass diese Dynastie ein „goldenes Zeitalter“ des alten China darstelle und dass der Fall dieser Dynastie ernsthaft den Aufstieg Chinas zu einer Großmacht verhindert habe. Diese Theorie wird jedoch kontrovers diskutiert.

## Herrscher der Liang-Dynastie (502–557)
| Postumer Name                                               | Familienname und Vorname   | Zeit der Herrschaft | Äranamen und ihre Dauer |
| ----------------------------------------------------------- | -------------------------- | ------------------- | --- |
| Konvention: Liang + postumer Name                           |                            |                     | |
| Kaiser Wu von Liang – Wu Di (武帝 Wǔ Dì)                    | Xiao Yan (蕭衍 Xiāo Yǎn)   | 502-549             | Tianjian (天監 tiān-jiān) 502-519 Putong (普通 pǔ-tōng) 520-527 Datong (大通 dà-tōng) 527-529 Zhongdatong (中大通 zhōng-dà-tōng) 529-534 Datong (大同 dà-tóng) 535-546 Zhongdatong (中大同 zhōng-dà-tóng) 546-547 Taiqing (太清 tài-qīng) 547–549 |
| Kaiser Jianwen von Liang – Jianwen Di (簡文帝 jiān wén dì)  | Xiao Gang (蕭綱 xiāo gāng) | 549-551             | Dabao (大寶 dà bǎo) 550-551 |
| Prinz von Yuzhang – Yu Zhang Wang (豫章王 yù zhāng wáng)    | 蕭棟 xiāo dòng             | 551-552             | Tianzheng (天正 tiān zhèng) 551–552 |
| Kaiser Yuan von Liang – Yuan Di (元帝 yuán dì)              | 蕭繹 xiāo yì               | 552-555             | Chengsheng (承聖 chéng shèng) 552–555 |
| Marquis von Zhenyang – Zhen Yang Hou (貞陽侯 zhēn yáng hóu) | 蕭淵明 xiāo yuān míng      | 555                 | Tiancheng (天成 tiān chéng) 555 |
| Kaiser Jing von Liang – Jing Di (敬帝 jìng dì)              | 蕭方智 xiāo fāng zhì       | 555-557             | Shaotai (紹泰 shào tài) 555-556 Taiping (太平 tài píng) 556–557 |

## Westliche Liang-Dynastie Hou Liang 555–587
| Tempelname (Miao Hao 廟號 miào hào) | Postumer Name ( Shi Hao 諡號)                  | Personenname   | Zeit der Regentschaft | Äranamen (Nián Hào 年號) und ihre Dauer |
| --- | ---------------------------------------------- | -------------- | --------------------- | --------------------------------------- |
| Konvention: Nan Liang + postumer Name |                                                |                |                       |                                         |
| Anmerkung: Einige Historiker betrachten die Westliche Liang Hou Liang als eine Fortsetzung der Liang-Dynastie, weil sie von Xiao Cha (Kaiser Xuan) gegründet wurde, einem Enkel von Xiao Yan (Kaiser Wu), dem Gründer der Liang-Dynastie. |                                                |                |                       |                                         |
| Kaiser Zhong Zong (中宗 zhōng zōng) | 宣帝 xuān dì                                   | 蕭詧 xiāo chá  | 555-562               | Dading (大定 dà dìng) 555–562           |
| Kaiser Shi Zong (世宗 shì zōng) | 孝明帝 xiào míng dì                            | 蕭巋 xiāo kuī  | 562-585               | Tianbao (天保 tiān bǎo) 562–585         |
| existiert nicht | 孝靜帝 xiào jìng dì oder Ju Gong\|莒公 jǔ gōng | 蕭琮 xiāo cóng | 585-587               | Guangyun (廣運 guǎng yùn) 585–587       |